# Paul Day (musicien)
Pour les articles homonymes, voir Paul Day et Day.
Paul Mario Day, né le 19 avril 1956 à Whitechapel (Londres) et mort le 29 juillet 2025 à Newcastle (Australie) des suites d'un cancer,, est un chanteur britannique, premier chanteur du groupe de heavy metal Iron Maiden de 1975 à 1976, quand le groupe n'avait pas encore enregistré. Il est remercié par Steve Harris pour manque de présence scénique et remplacé par Dennis Wilcock.
Plus tard, il forme le groupe « More » qui joue aux Monsters of Rock de Donington en 1981 et avec qui il enregistre deux albums, Warhead en 1981 et Blood & Thunder en 1982. Il est également le chanteur de Wildfire en 1983-1984.  Il enregistre au Marquee Club de Londres l'album Live at the Marquee du groupe Sweet en 1986.